# Eleonora Báčová-Kellerová
Nadporučice Eleonora Báčová-Kellerová (též Elena či Lenka, provdaná Báčová, * 1930 Levice) je bývalá československá vojenská pilotka a letecká instruktorka, průkopnice zastoupení žen v letectví. V letech 1952 až 1955 absolvovala letecký výcvik pro pilotování stíhacích letounů, mj. na strojích MiG-15, a stala se tak první československou stíhací pilotkou a zároveň první pilotkou proudového letounu v Československu. Po krátké době byla však byla stažena z plnění vojenských úkolů ve vzduchu.

## Život

### Mládí
Narodila se v Levicích na jižním Slovensku v rodině vojáka Československé armády. Vychodila obecnou a střední školu. Po rozpadu Československa a vzniku Protektorátu Čechy a Morava a Slovenského státu roku 1939 odmítl její otec sloužit v nově vytvořené s fašismem kolaborující Slovenské armádě a rodina tak byla vystěhována do Zlonic, severovýchodně od Prahy. Účastnil se zde protinacistického odboje, byl členem zdejšího Národního výboru a díky své praxi velel v květnu 1945 akcím při osvobozování Zlonic na konci druhé světové války.

### Pilotkou

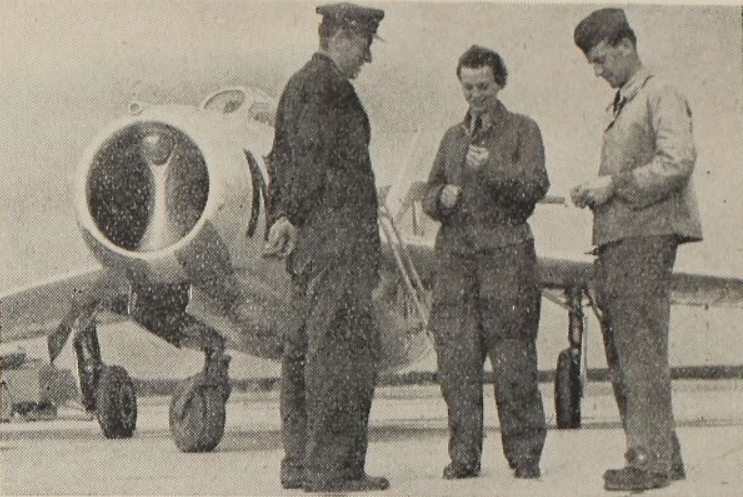
Elena Báčová s pozemní posádkou před letounem MiG-15 Letectva ČSLA

Báčová se začala v šestnácti letech věnovat letectví v aeroklubu ve Slaném. Na počátku 50. let pracovala jako telegrafistka na vojenském letišti v Praze-Kbelích. Roku 1951 absolvovala ŠPUL (Škola pro učitele létání) a stala se leteckou instruktorkou. Ročník spolu s ní absolvovalo ještě pět dalších žen. Začátkem 50. let se provdala za Jana Báču, vojenského letce a velitele ŠPUL.
Následně byla přijata do Československé lidové armády a absolvovala výcvik na stroji Arado pro pilotování proudových stíhacích letounů, který zakončila roku 1952. Dosáhla důstojnické hodnosti nadporučice. Poté byla zařazena k 5. SLP (Stíhací letecký pluk) pod velením svého manžela, umístěného na nově vzniklém armádním letišti Líně nedaleko Plzně, vybudovaného pro leteckou ostrahu západní hranice ČSSR se Spolkovou republikou Německo. V tom jí pomohl rodinný původ i sňatek s Janem Báčou. V roce 1954 nebo 1955 byla Báčová zaškolena také na sovětských stíhacích proudových strojích MiG-15 (včetně např. střelby na pozemní cíl), jako jediná žena v Československu. Tehdejší komunistická politika, opírající se rovněž o prosazování většího zastoupení žen ve všech profesích podle vzoru Sovětského svazu, osobnost Báčové propagačně využívala a oslavovala ji ve státem řízeném tisku či v reportáži Československého filmového týdeníku z roku 1955. Za svou službu v armádě byla roku 1955 vyznamenána medailí Za statečnost.

### Odchod z ČSLA

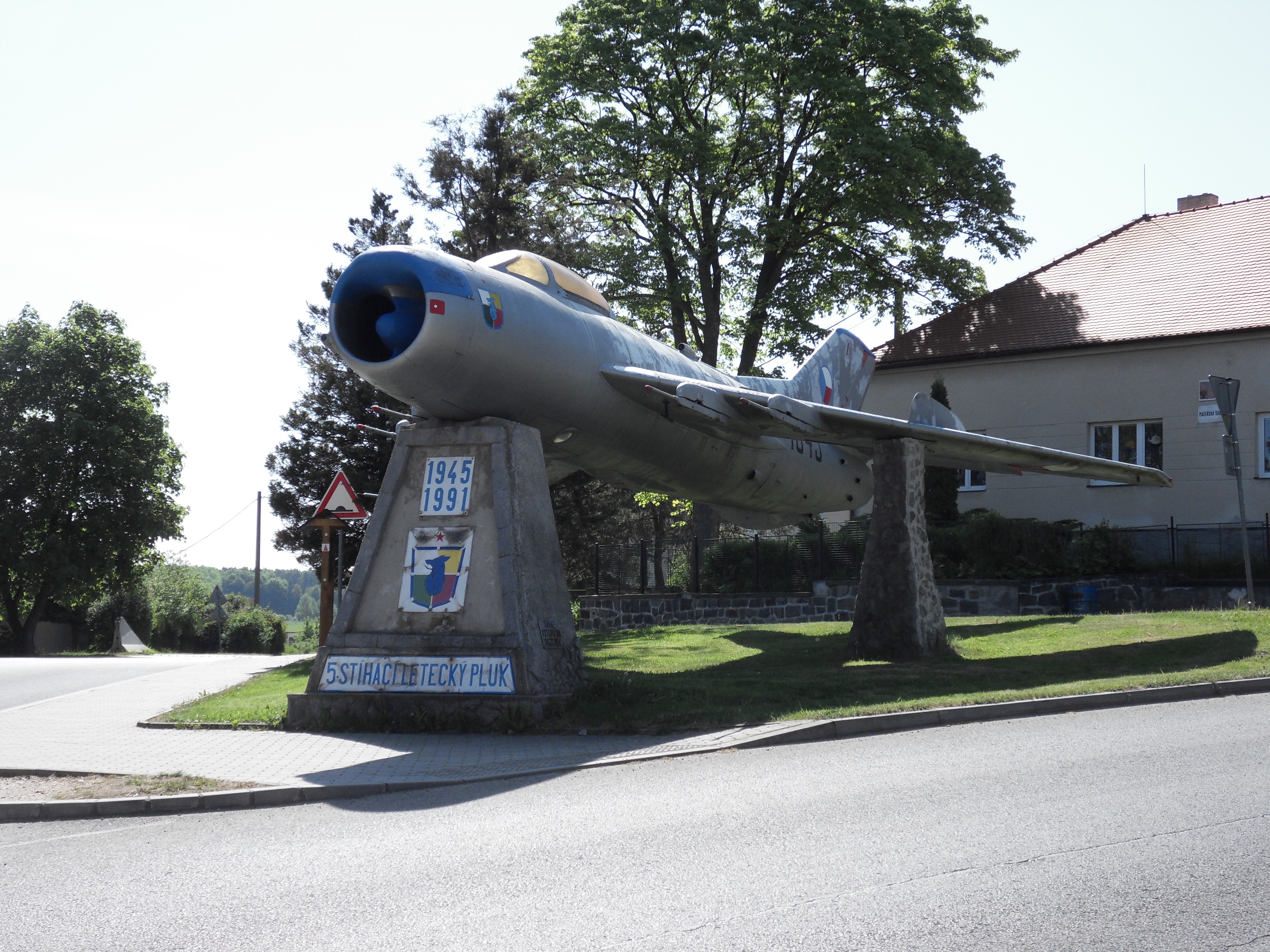
Památník 5. SLP s trupem letounu MiG-19 v Líních u Plzně

Záhy však byl vedením letectva program výcviku vojenských pilotek zastaven a Báčová byla stažena z aktivních letů, podle vzpomínek Báčové mj. proto, že odmítala účast na ideologických propagačních besedách a chtěla raději aktivně létat. Armádu opustila v roce 1958.
Usadili se s manželem v Praze. Není známo, že by se posléze nadále věnovala létání.

### Následovnice
Eleonora Báčová byla jedinou pilotkou vojenského proudového letounu až do roku 2002, kdy byla na obor bojový pilot na Vojenské akademii v Brně přijata Kateřina Hlavsová z Pardubic, která poté nastoupila do aktivní služby, mj. na strojích Aero L-39 Albatros. Armáda České republiky od té doby zařazuje pilotky k plnění vojenských úkolů.